# Guerra dell'Interdetto
Per guerra dell'interdetto si intende la vertenza, fra la Repubblica di Venezia e lo Stato Pontificio, scoppiata nel 1606 a causa dell'arresto a Venezia di due preti cattolici accusati di reati comuni e dell'adozione da parte della Serenissima di una serie di leggi volte al contenimento della proprietà ecclesiastica.

## Storia
Nell'Europa seicentesca, la Repubblica di Venezia manteneva rapporti politici ed economici non solo con l'Europa cattolica ma anche con quella protestante e con le popolazioni islamiche.
Nel 1606 l'arresto, ordinato dal Consiglio veneziano dei Dieci, di due religiosi accusati di reati comuni provocò un duro scontro fra la Serenissima e lo Stato Pontificio.
A scatenare la reazione del Papato fu il fatto che le autorità veneziane si rifiutarono di riconoscere che il clero costituiva un corpo a sé, con un suo diritto e i suoi tribunali, e che non era sotto la giurisdizione degli Stati.
Per cercare di indurre i suoi avversari a tornare sui propri passi, il pontefice Paolo V (1605 - 1621) minacciò di disporre l'interdetto sulla repubblica, ossia di colpirla con una sorta di scomunica collettiva che avrebbe posto Venezia e i suoi domini al di fuori della Chiesa, impedendo ogni forma di amministrazione dei sacramenti: l'ultimatum papale fu respinto e il Papa mise in atto quanto aveva minacciato.
Seguirono mesi caratterizzati da grande tensione e da un conflitto dottrinale, combattuto a colpi di pamphlet, che suscitò l'interesse dei circoli intellettuali e religiosi di tutt'Europa e avrebbe seguitato a destarne per lungo tempo, se è vero che ancora verso la fine del Settecento nel dibattito illuministico in Germania la "Guerra dell'Interdetto", condotta dalla Repubblica di Venezia "con dispendio di intelligenza, fermezza e aristocratica moderazione", fornirà un'efficace rappresentazione della "lotta tra i diritti della sovranità temporale e le pretese di quella spirituale". Erano di fatto in contrasto due poteri che si affrontavano senza possibilità di conciliazione, quello dello Stato e quello della Chiesa, il primo deciso ad imporre a tutti i suoi sudditi l'obbedienza delle leggi, senza differenza tra laici e clero, il secondo determinato a farsi riconoscere come corpo separato, posto al di sopra delle frontiere e legato all'obbedienza del Papa.
Nella "battaglia di scritture" che infuriò tra Roma e Venezia, il governo veneziano poté valersi di un "consigliere giuridico" d'eccezione, il frate Paolo Sarpi, uomo di cultura e grande storico della Chiesa: lucido e brillante polemista, fu lui a ribattere punto per punto alla pretese romane, accusando il Papato di rompere con la tradizione per imporre un inaudito potere pontificio sulla vita cristiana.
I temi toccati da Paolo Sarpi nella sua difesa dei diritti dello Stato riguardavano una questione di rilevanza europea e la contesa sembrò effettivamente sul punto di trascinare l'intero continente in un nuovo conflitto tra chi si era schierato a fianco della Serenissima (ad esempio l'Inghilterra) e quanti condividevano la posizione papale (in particolare la Spagna). Grazie alla mediazione della Francia, tuttavia, si giunse ad un compromesso: Venezia fu liberata dall'interdetto e i due religiosi arrestati furono affidati all'ambasciatore francese, il quale a sua volta li consegnò alle autorità romane.
Gli ordini religiosi che avevano abbandonato Venezia vi furono riammessi, con la vistosa eccezione dei gesuiti.